# República Soviética Eslovaca
La República Soviética Eslovaca fue una efímera república autónoma comunista fundada por la República Soviética Húngara durante el avance del ejército revolucionario húngaro en la primavera de 1919. Fue destruida por el avance de los ejércitos checos y rumanos con el apoyo de la Triple Entente.

## Antecedentes

### La república popular húngara
Tras la proclamación de la república popular húngara en octubre de 1918, el nuevo ministro para las nacionalidades se reunió con distintos representantes de las minorías de Hungría, entre ellos los eslovacos. Estos rechazaron la autonomía que se les ofrecía y mostraron su preferencia por la formación de Checoslovaquia.

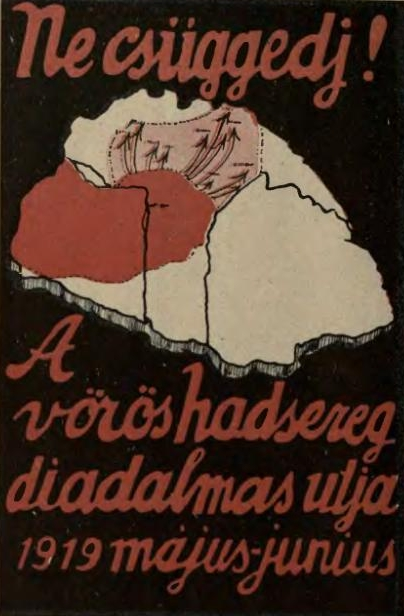
Avance del ejército rojo húngaro en Eslovaquia, según un cartel de propaganda de la época.

El territorio que forma a partir de 1993 la república de Eslovaquia fue ocupado por tropas checas desde noviembre de 1918. Aun así, el gobierno húngaro preparó un plan de autonomía y promulgó un estatuto de autonomía para la región el 12 de marzo de 1919. Eslovaquia recibía autonomía en asuntos de justicia, educación y religión, a cargo de un parlamento autónomo. Se aseguraba representación eslovaca en el parlamento de Budapest y se creaba un nuevo ministerio para asuntos eslovacos.

### La república soviética húngara
El 21 de marzo de 1919, ante el ultimátum de la Entente que suponía una nueva cesión territorial húngara, esta vez a Rumanía, el gobierno del presidente Mihály Károlyi dimitió, entregando el poder a una coalición de socialistas y comunistas. El principal político del nuevo gobierno era el comunista Béla Kun, comisario de Exteriores. Este prometió aplicar políticas liberales hacia las minorías basándose en el principio de autodeterminación.
Se formaron comités nacionales de las distintas minorías en Budapest. Se creó una sección eslovaca dentro del partido comunista húngaro con los trabajadores inmigrantes en Budapest, a la que se encargó tareas de propaganda. A finales de abril esta sección se unió a la sección checa, aunque ambos grupos actuaron a menudo separadamente.
Mientras el tercio magiar de la población de Eslovaquia (llamada Tierras Altas por los magiares y sin límites claros) favoreció la proclamación de la nueva república soviética en Budapest, el ministro checoslovaco para Eslovaquia, Vavro Šrobár, proclamó la ley marcial e internó a los dirigentes comunistas por conspiración contra Checoslovaquia. El ministro de Defensa checoslovaco ordenó a su vez la ocupación de los territorios asignados por la Entente a Checoslovaquia (del 15 al 20 de marzo de 1919.
El 6 de abril de 1919 el Ejército rojo húngaro entraba en la capital de Rutenia, Užhorod, teóricamente parte de los territorios otorgados a Checoslovaquia. Como respuesta el Ejército checoslovaco recibió órdenes de atacar a los húngaros el 27 de abril de 1919. El ataque checoslovaco sobrepasó la línea de demarcación trazada por la Entente y los primeros ministros británico y francés, además del propio representante checoslovaco en París, Edvard Beneš, condenaron esta infracción. Esta permitió a Kun ordenar un contraataque alegando que se trataba de una mera defensa ante la agresión checoslovaca.
A comienzos de mayo, tras el rechazo de Kun a la propuesta de Smuts, representante de la Entente, los ejércitos rumanos comenzaron a avanzar hacia Budapest, pero se detuvieron temporalmente en el Tisza. El gobierno húngaro inició una ofensiva, pero decidió atacar a los checos en vez de enfrentarse a los rumanos. El ejército checo se estimaba más débil, había territorios fronterizos de gran importancia industrial y, además, los checos habían traspasado la línea de demarcación establecido por la Entente y se habían negado a retirarse.
La ofensiva comenzó el 20 de mayo de 1919, con cuatro cuerpos de ejército bien armados que pronto obligaron a una rápida retirada de las dos exiguas divisiones checoslovacas. El jefe del estado mayor Stromfeld dirigió la operación que debía dividir las fuerzas checas de las rumanas.
En 30 de mayo de 1919 los húngaros entraban en Lučenec, el 2 de junio, Nové Zámky y el 6 de junio de 1919, Košice (del húngaro: Kassa), continuando su avance en los días posteriores. Pronto dos tercios de los territorios eslovacos quedaron bajo control del Ejército rojo. En dos semanas el ejército revolucionario había recuperado 2.835 kilómetros cuadrados de Eslovaquia.

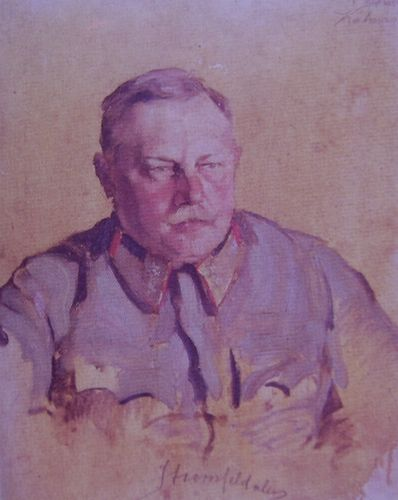
Aurel Stromfeld, dirigió la ofensiva contra las tropas checas y ocupó parte de Eslovaquia.

En Košice las tropas fueron aclamadas por la población, principalmente por los funcionarios y los trabajadores. Al día siguiente de la toma de la ciudad la visitaron el comandante en jefe del Ejército, Wilhelm Boehm, el comandante del III Cuerpo de Ejército y el comisario de Vivienda del Gobierno de Budapest. Con los intelectuales en cárceles checoslovacas, la administración quedó en manos de comunistas inexpertos y comunistas judíos llegados de Budapest.
Se introdujo una nueva moneda que llevó a una considerable inflación y a la reticencia de los campesinos a aceptarla en pago a sus productos, lo que condujo a su vez a las requisiciones, que no bastaron para evitar el comienzo del racionamiento de alimentos a mediados de junio. Muchos elementos no comunistas se afiliaron al partido para poder recibir raciones.
Se produjo una expropiación parcial de la propiedad privada en la que los comunistas quedaron menos afectados. Se decretó un precio máximo para los artículos que llevó a la aparición de un gran mercado negro. Se limitó enormemente la venta de alcohol.
Las abundantes marchas y concentraciones de los primeros días acabaron por cansar a la población a las pocas semanas.
Mientras, el 8 de junio de 1919 el Ejército rojo capturó Prešov ((del húngaro: Eperjes)).
El día 10 de junio Kun se presentó en Kassa para celebrar la recuperación de la ciudad, pero no se habló del establecimiento de una república eslovaca.

## Breve historia
El 16 de junio de 1919, ante miles de personas, incluyendo representantes de los socialdemócratas checos y eslovacos, se proclamó la República Soviética Eslovaca en Prešov. Su relación con el resto de la República Soviética Húngara no estuvo muy claro una semana antes. La capital de la república se instauró en Kassa, cerca de la nueva frontera húngara.

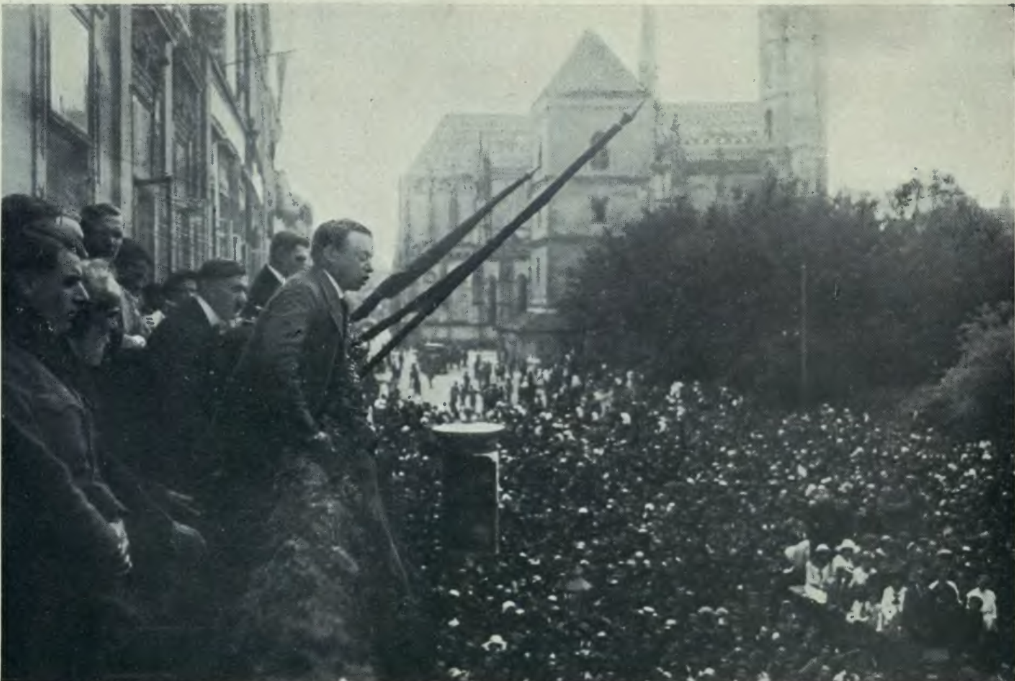
Béla Kun dirigiéndose a la población en Kassa el. Ante el ultimátum francés de finales de mes, defendió la evacuación de la nueva república, aunque esto no sirvió para salvar al gobierno soviético húngaro ni al eslovaco,

Se eligió un comité ejecutivo revolucionario provisional de once miembros que el 20 de junio de 1919 eligió un gobierno revolucionario de veinte comisarios. Este gobierno pronto nacionalizó la industria, la banca, los latifundios y otras propiedades. Estableció la pensión de jubilación y prestaciones por incapacidad. Se estableció que cualquier trabajador tendría derecho a voto. Los campesinos con propiedades menores de doscientos acres quedaban eximidos de pagar impuestos y se anularon las deudas anteriores. Se comenzó a redactar una nueva Constitución.
Mientras, se procedía al reclutamiento de nuevas tropas eslovacas para el Ejército rojo. La movilización general, no obstante, resultó un fracaso y se tuvo que proceder al reclutamiento forzoso, que llevó a la deserción de muchos de los reclutas. Gran parte de la oficialidad del ejército la formaban antiguos oficiales austrohúngaros, enrolados por obligación o por pragmatismo.
Se extendió un sistema de terror basado en la violencia como base del poder comunista. A finales de junio, el ejército se hallaba desmoralizado, falto de abastos y consciente de la hostilidad de la población eslovaca hacia él.
Poco después, el presidente francés Clemenceau presentó un ultimátum a los húngaros para que evacuasen el territorio de la nueva república checoslovaca. Prometió a su vez la retirada de las tropas rumanas de territorio húngaro. Kun defendió la aceptación, que finalmente tuvo lugar, a pesar de la gran oposición de parte del Gobierno revolucionario.
El 28 de junio de 1919 comenzó la evacuación, mientras una comisión estadounidense presenció la retirada de las últimas tropas el 4 de julio de 1919. El Gobierno soviético eslovaco se retiró junto al Ejército rojo.
A pesar de la retirada, la república no sobrevivió al ataque rumano contra Hungría que terminó el 1 de agosto de 1919. Tropas eslovacas combatieron en el frente rumano.
La república duró menos de tres semanas con control territorial, desapareciendo junto con la República Soviética Húngara el 1 de agosto de 1919. Su creación se había debido a un factor externo, la presencia del Ejército rojo, y desapareció con su derrota. De sus comisarios al menos la mitad habían sido húngaros, y la capital era una ciudad mayoritariamente magiar. Nunca fue en la práctica un Estado independiente, ni apenas autónomo.